# Casimiro de Lippe-Brake
Casimiro de Lippe-Brake (22 de julio de 1627 en Brake - 12 de marzo de 1700) fue conde de Lippe-Brake.

## Biografía
Casimiro nació el 22 de julio de 1627 como hijo de Otón de Lippe-Brake y de Margarita de Nassau-Dillenburg (1606-1661).
Estudió en Marburg y de 1647 a 1650 realizó un viaje cultural que lo llevó a Bruselas, París, Lyon, Ginebra e Italia. A partir de 1650, ayudó a su padre. Este periodo está marcado por la reconstrucción tras la Guerra de los Treinta Años y la mejora de las relaciones con la Casa de Lippe-Detmold. A la muerte de su padre, el 18 de diciembre de 1657 toma su puesto como conde de Lippe-Brake y se instala en el castillo de Brake.
En 1663, contrajo matrimonio con Ana Amalia de Sayn-Wittgenstein-Homburg (1642-1683). Esta fue una época de prosperidad con nuevas construcciones en el castillo de Brake.
En 1692, confió el gobierno a su hijo mayor Rodolfo y se instaló en Schieder. El conde Casimiro murió en 1700.

## Descendencia
- Rodolfo de Lippe-Brake (10 de mayo de 1664 - 27 de octubre de 1707) ∞ 4 de noviembre de 1691 con Dorotea de Waldeck (6 de julio de 1661 - 23 de julio de 1702).
- Otón (1 de agosto de 1665 - 3 de agosto de 1688 en Negroponte).
- Fernando (5 de enero de 1668 - 27 de septiembre de 1703 ⚔ en Maastricht).
- Eduviges-Sofía (20 de febrero de 1669 - 5 de abril de 1738) ∞ el 27 de octubre de 1685, con Luis Francisco de  Sayn-Wittgenstein-Berleburg (17 de abril de 1660 - 25 de noviembre de 1694).
- Ernesto (10 de mayo de 1670 - 19 de mayo de 1670).
- Ernestina (1 de noviembre de 1671 - 10 de noviembre de 1671).
- Cristina María (26 de septiembre de 1673 - 31 de enero de 1732) ∞ el 3 de enero de 1696 con Federico Mauricio de Bentheim-Tecklenburg (1653-1710).
- Luisa (4 de noviembre de 1676 - 9 de noviembre de 1676).